# My Wife's Best Friend
My Wife's Best Friend é um filme de comédia estadunidense dirigido por Richard Sale e estrelado por Anne Baxter e Macdonald Carey. Foi lançado em 10 de outubro de 1952, 20th Century Fox.

## Sinopse
Pensando que o avião em que estavam estava prestes a cair e a morte era iminente, um marido confessou à sua feliz esposa de oito filhos que teve um breve caso com a melhor amiga dela anos atrás. A esposa o perdoou até que eles pousassem em segurança no aeroporto, momento em que ela ficou furiosa e começou a tornar a vida dele um inferno.

## Elenco
- Anne Baxter ...Virginia Mason
- Macdonald Carey ...George Mason
- Cecil Kellaway ...Rev. Thomas Chamberlain
- Max Showalter ...Pete Bentham
- Catherine McLeod ...Jane Richards
- Leif Erickson ...Nicholas Reed
- Frances Bavier ...Sra. Chamberlain
- Mary Sullivan ...Flossy Chamberlain
- Martin Milner ...Buddy Chamberlain
- Billie Bird ...Katie
- Michael Ross ...Matt
- Morgan Farley ...Dr. McCurran
- Junius Matthews ...Rev. Dr. Smith
- Henry Kulky ...Pug
- Emmett Vogan ...Walter Rogers
- Ann Staunton ...Hannah - secretaria
- Edgar Dearing ...Chefe de policia
- May Wynn ...Aeromoça